# Фролов, Леонид Анатольевич
Леони́д Анато́льевич Фроло́в (6 августа 1937, деревня Большая Медведица, Павинский район, Костромская область, РСФСР — 2010, Москва, Россия) — русский советский писатель, представитель так называемой деревенской прозы. Член Союза писателей России.

## Биография
Л. А. Фролов родился в 1937 году в деревне Большая Медведица Костромской области. Его отец погиб на фронте в первые месяцы Великой Отечественной войны. Мать работала в колхозе. После окончания Вологодского педагогического института пошел работать в молодежную газету. Много ездил по области, изучал жизнь. В 1959 году избран секретарём райкома комсомола в одном из самых отдалённых районов Вологодчины — на родине писателя Александра Яшина. Был членом вологодского литературного клуба-музея «Земляки». Позже переезжает в Москву. С 1984 года директор издательства «Современник», а позже и заместитель главного редактора журнала «Наш современник». Вёл дружбу с писателями Валентином Распутиным и Вячеславом Шугаевым.

## Творчество
Писать Леонид Фролов начал рано. Стержневой темой в творчестве писателя стала тема сельского труда и мотив минувшей войны.

### Изданные книги
- 1966 — «Дорога»;
- 1971 — «Земля отцов» — Заметки о воспитании сельской молодёжи;
- 1972 — «Полежаевские ягоды» — Повесть и рассказы;
- 1977 — «Во бору брусника» — Повесть и рассказы;
- 1978 — «Грузди-рыжики»;
- 1981 — «За порогом родного дома...» — Документальная повесть;
- 1982 — «Записки секретаря райкома» — Повесть;
- 1983 — «Посылка из Полежаева» — Повесть с использованием документов, писем и свидетельств очевидцев;
- 1983 — «За полями, за лесами» — Повести и рассказы;
- 1983 — «К сыну»;
- 1984 — «Сватовство» — Повести;
- 1985 — «Полежаевские мужички» — Повествование в рассказах;
- 1985 — «Летающие тарелочки» — Повести и рассказы;
- 1986 — «Верность» — Повести и рассказы;
- 1986 — «Русиловское молоко» — Рассказы;
- 1988 — «Жемчуг северных рек» — Рассказы и повесть;
- 1989 – «Украденная невеста» — Повесть и рассказы;[3][4]

### Экранизации
- 1989 — фильм «Во бору брусника» — советская двухсерийная мелодрама, снятая на Свердловской киностудии по мотивам повестей «Во бору брусника» и «К сыну».

## Признание
- Сборник рассказов и повестей «Сватовство» в 1980 году был удостоен Литературной премии имени Николая Островского.[5]

## Интересные факты
- В 1987 году в газете «Московская правда» вышла статья об издательствах «Советский писатель» и «Современник», в которой писалось, что директоров этих издательств ловят за руку, что они издают друг друга.[6]